# ميشيل لوغو
ميشيل لوغو (9 يونيو 1987 بريو غراندي دو سول في البرازيل - ) هو لاعب كرة قدم برازيلي في مركز الهجوم. لعب مع نادي باسوش دي فيريرا ونادي سون هي ونادي إيسترن سبورتس وGuarany Futebol Clube ‏ وGrêmio Esportivo Bagé ‏ وإسبورت إنترناسيونال ‏ وUnião Frederiquense de Futebol ‏.

## وصلات خارجية
- ميشيل لوغو على موقع قاعدة بيانات كرة القدم.إي يو (الإنجليزية)
- ميشيل لوغو على موقع Soccerway.com (الإنجليزية)